# Kazimierza Wielka (gmina)
Kazimierza Wielka est une gmina mixte du powiat de Kazimierza, Sainte-Croix, dans le centre-sud de la Pologne. Son siège est la ville de Kazimierza Wielka, qui se situe environ 69 km au sud de la capitale régionale Kielce.
La gmina couvre une superficie de 140,59 km2 pour une population de 16 382 habitants (2016).

## Géographie
Outre la ville de Kazimierza Wielka, la gmina inclut les villages de Boronice, Broniszów, Chruszczyna Mała, Chruszczyna Wielka, Cło, Cudzynowice, Dalechowice, Donatkowice, Donosy, Gabułtów, Głuchów, Góry Sieradzkie, Gorzków, Gunów-Kolonia, Gunów-Wilków, Hołdowiec, Jakuszowice, Kamieńczyce, Kamyszów, Kazimierza Mała, Krzyszkowice, Łękawa, Lekszyce, Łyczaków, Marcinkowice, Nagórzanki, Odonów, Paśmiechy, Plechów, Plechówka, Podolany, Sieradzice, Skorczów, Słonowice, Stradlice, Wielgus, Wojciechów, Wojsławice, Wymysłów, Zagórzyce, Zięblice et Zysławice.
La gmina borde les gminy de Bejsce, Czarnocin, Koszyce, Opatowiec, Pałecznica, Proszowice et Skalbmierz.